# Di notte sui tetti, corsari perfetti
Di notte sui tetti, corsari perfetti è un romanzo per ragazzi del 2001 di Domenica Luciani. Come altre opere dell'autrice (ad esempio Okey dokey, sono un punk e La scuola infernale), è ambientato a Firenze.

## Trama
La famiglia di Amina e Martino deve traslocare a distanza di qualche isolato, da un appartamento a piano terreno con giardino, ad uno a all'ultimo piano con terrazza in copertura.

Il loro palazzo è contiguo ad altri e i due ragazzi si accorgono che c'è una fantomatica "banda di corsari" che lascia tracce del proprio passaggio.

In questa maniera Amina e Martino conoscono i coetanei Oscar e Margherita (detta Marga), i loro gatti, imparano a conoscere le particolarità dei vicini e la "geografia" di quella serie di coperture confinanti che è l'Isola delle terrazze.

Così la delusione di aver dovuto lasciare il proprio giardino, pian piano lascia il posto a nuove amicizie, anche con chi ad una prima impressione non sembrava tanto simpatico, perché ognuno ha dei difetti, quello che è importante è l'onestà nel rapporto con gli altri.

Non mancano un'indagine e una serie di spedizioni notturne, ovviamente all'insaputa dei genitori.

## Personaggi
Amina
Undici anni, brava a scuola, figlia maggiore. È la padroncina del gatto Modem e nello svolgersi della storia si prende una cotta per Oscar, ricambiata.
Martino
Ha undici mesi meno di Amina, frequenta la stessa classe, ma ha degli "alti e bassi" nel rendimento. Per fortuna che le sorelle esistono! È il proprietario del gatto Kodless, chiamato così per la mancanza di coda.
Ha l'abitudine di tirar fuori massime in rima, sin dalla prima pagina del libro, quando per essersi attardato a letto trova il bagno occupato, e sentenzia a se stesso: "Chi è fesso perde il posto al cesso!".
La nonna
Di natura pessimista, prevede disastri e disgrazie, raccomandando la prudenza ai familiari. Con lei si sa sempre quale può essere la peggiore conseguenza delle nostre azioni.
Marga
O meglio Margherita. Coetanea dei quasi gemelli. "Ha la faccia tonda. Anche il resto del corpo, però, è altrettanto sferico: spalle, pancia, piedi, sedere". Proprietaria della gatta Pagnotta.
La sua casa ha una piccola terrazza d'angolo, "la scialuppa"
Ama mangiare, ha sempre qualcosa tra le mandibole
Oscar
Ragazzino biondo "dall'antiquata pettinatura a caschetto" come un "piccolo Lord". Parla con la erre moscia, ha una gatta dal nobile nome di Leonora Anastasia di Bosco Fiorito. Oscar Ghisleri sta nel Palazzo Ghisleri, e i ragazzi chiamano la sua terrazza la Filibusta.
Oronzo
Detto dai quasi gemelli Harry Potter a causa degli occhialini tondi. Va a vivere nella casa con il giardino e frequenta la stessa loro scuola media. Piccolo di corporatura, all'inizio guardato con sospetto dai due ragazzi.
Compagni di scuola
I tre Tremendi

Il Tirri, Il Lenzi, La Tagli.

I bulletti di classe il cui sport preferito è prendere in giro Martino.
Nuovi Vicini
Padre Fumagalli

Il parroco della Chiesa che fa parte dell'isolato. Scorbutico coi ragazzi, ha una passione segreta per i cartoni animati dei Simpson.

La Spagnola

Anita. Signorina non più giovanissima nativa della Castiglia. Vive in un appartamento con una terrazza che i ragazzi chiamano La caravella Spagnola ed è afflitta da un problema di... baffetti.

Gli Sposini

Ovvero i signori Innoceenti. Coppietta innamoratissima. La loro terrazza, piccola ma dotata di dondolo e cuscini a forma di cuore, viene indicata come la Gondola

Gli Astronomi

Coppia di astrofili la cui terrazza è chiamata dai ragazzi la Nave Vedetta. Hanno un bambino di circa un anno, cui hanno imposto nome Orione.

Il Colonnello Bull

Un ufficiale in pensione, un tipo allampanto con baffoni a manubrio, di nome Attila. Ha un molosso, o meglio un Mastino napoletano che chiama Gordon. La sua terrazza viene indicata col nome in codice di Nave Ammiraglia.

Gustavo

Il commesso della Pasticceria Biffi. Cerca di limitare le paste a Marga ritenendola troppo grassa, anche se la sua stazza...

## Edizioni
- Domenica Luciani, Di notte sui tetti, corsari perfetti, Giunti Editore, 2001, ISBN 88-09-02314-5, SBN ANA0083732.
- Domenica Luciani, Di notte sui tetti, corsari perfetti, Giunti Junior, 2010, ISBN 978-88-09-74736-4.